# 于辉
于辉（1915年—1998年5月14日），江西上犹人。原名刁振宾，曾用刁辉。中华人民共和国政治人物。
1929年，参加中国工农红军，参加长征。后任陕甘宁边区独立2营政委、独立3团政治处主任。1938年，任八路军129师358旅直属队政治处主任，后任新四军第3师淮安独立团政委，东北野战军2纵4师11团政委，第四野战军第39军后勤部政委。中华人民共和国成立后，担任中国民用航空局华北办事处副政委兼民航机械总厂政委，第2、第1机械工业部4局221厂党委书记兼厂长、432厂党委书记兼厂长、132厂党委书记兼厂长，第一机械工业部4局142厂厂长，331厂厂长，后升任第三机械工业部副部长。1998年5月14日，在北京逝世，享年83岁。